# Roderick Reid
Pour les articles homonymes, voir Reid.
Roderick Reid, né le 10 janvier 1970, est un footballeur international jamaïcain.

## Carrière
Reid participe à la Coupe caribéenne des nations 1991 où il marque deux buts lors de cette compétition. Il inscrit deux autres buts, quelques mois plus tard, lors de la Gold Cup 1991. Roderick Reid devient un élément récurrent de la composition jamaïcaine, toujours présent lors de la Coupe caribéenne 1992 et celle de 1993.
Reid participe aussi à deux matchs des éliminatoires de la coupe du monde 1994 et un match de ceux de la 1998. Il n'est, cependant, pas sélectionné pour la coupe du monde 1998.